# Ixora burundiensis
Ixora burundiensis är en måreväxtart som beskrevs av Diane Mary Bridson. Ixora burundiensis ingår i släktet Ixora och familjen måreväxter. Inga underarter finns listade i Catalogue of Life.